# Alexander Wolf
Alexander Wolf (Esmalcalda, 21 de diciembre de 1978) es un deportista alemán que compitió en biatlón. Ganó dos medallas en el Campeonato Mundial de Biatlón de 2008 y tres medallas de oro en el Campeonato Europeo de Biatlón, en los años 1999 y 2001.

## Palmarés internacional
| Campeonato Mundial | Campeonato Mundial        | Campeonato Mundial | Campeonato Mundial |
| Año                | Lugar                     | Medalla            | Prueba             |
| ------------------ | ------------------------- | ------------------ | ------------------ |
| 2008               | Östersund (Suecia)        | Medalla de bronce  | Persecución        |
| 2008               | Östersund (Suecia)        | Medalla de bronce  | Relevo             |
| Campeonato Europeo |                           |                    |                    |
| Año                | Lugar                     | Medalla            | Prueba             |
| 1999               | Izhevsk (Rusia)           | Medalla de oro     | Velocidad          |
| 1999               | Izhevsk (Rusia)           | Medalla de oro     | Relevo             |
| 2001               | Haute-Maurienne (Francia) | Medalla de oro     | Relevo             |